# Nuoto sincronizzato ai campionati mondiali di nuoto 2017 - Duo misto (programma libero)
La gara del nuoto sincronizzato - duo misto libero dei campionati mondiali di nuoto 2017 è stata disputata il 21 e 22 luglio presso il parco Városliget di Budapest. La gara, alla quale hanno preso parte 11 coppie provenienti da 11 nazioni, si è svolta in due turni.
La competizione è stata vinta dalla coppia russa Michaėla Kalanča e Aleksandr Evgen'evič Mal'cev, mentre l'argento e il bronzo sono andati alla coppia italiana Giorgio Minisini e Mariangela Perrupato e a quella statunitense Bill May e Kanako Spendlove.

## Programma
| Data           | Ora (UTC+2) | Turno       |
| -------------- | ----------- | ----------- |
| 21 luglio 2017 | 19:00       | Preliminari |
| 22 luglio 2017 | 19:00       | Finale      |

## Risultati
| Pos. | Atleta      | Nazione                                       | Preliminari | Preliminari | Finale  | Finale |
| Pos. | Atleta      | Nazione                                       | Punti       | Pos.        | Punti   | Pos.   |
| ---- | ----------- | --------------------------------------------- | ----------- | ----------- | ------- | ------ |
| 1    | Russia      | Michaėla Kalanča Aleksandr Evgen'evič Mal'cev | 92,0000     | 1           | 92,6000 | 1      |
| 2    | Italia      | Giorgio Minisini Mariangela Perrupato         | 90,8333     | 2           | 91,1000 | 2      |
| 3    | Stati Uniti | Bill May Kanako Spendlove                     | 88,0333     | 3           | 88,7667 | 3      |
| 4    | Giappone    | Atsushi Abe Yumi Adachi                       | 86,9333     | 4           | 88,0000 | 4      |
| 5    | Spagna      | Berta Ferreras Pau Ribes                      | 85,5000     | 5           | 85,7333 | 5      |
| 6    | Canada      | René Prévost Isabelle Rampling                | 83,0667     | 6           | 83,5667 | 6      |
| 7    | Brasile     | Renan Souza Giovana Stephan                   | 80,4000     | 7           | 80,0667 | 7      |
| 8    | Cina        | Sheng Shuwen Shi Haoyu                        | 76,5333     | 8           | 77,2333 | 8      |
| 9    | Germania    | Amelie Ebert Niklas Stoepel                   | 73,9667     | 9           | 74,5000 | 9      |
| 10   | Grecia      | Vasileios Gkortsilas Vasiliki Kofidi          | 69,7333     | 10          | 69,8333 | 10     |
| 11   | Panama      | Gabriela Bello Alberto Pinto                  | 60,2000     | 11          | 60,7667 | 11     |